# Рифт

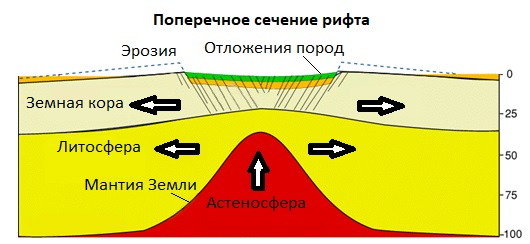
Внешний вид строения рифта

Рифт (от англ. Rift — разлом) — крупный тектонический разлом в земной коре протяжённостью многие сотни и более тысячи километров (ширина — обычно десятки километров) в виде узких и глубоких котловин и рвов с относительно крутыми склонами. Рифты в периоды их активного развития (рифтогенеза) характеризуются землетрясениями и высоким тепловым потоком.
Рифтовая долина или рифтовая зона (от англ. Rift valley) — крупная полосовидная зона горизонтального растяжения земной коры, в виде нескольких линейных грабенов и разломов. В англоязычной литературе термином англ. Rift zone (рифтовая зона вулкана) обозначают системы более мелких разломов и трещин на вулканах.

## Океанические рифты
В океанах рифты развиты в так называемых зонах спрединга — центральных частях срединно-океанических хребтов, где происходит образование новой океанической коры. В центральной части этих рифтов периодически образуются разломы, через которые на дно океана поступает базальтовый расплав.

## Континентальные рифты

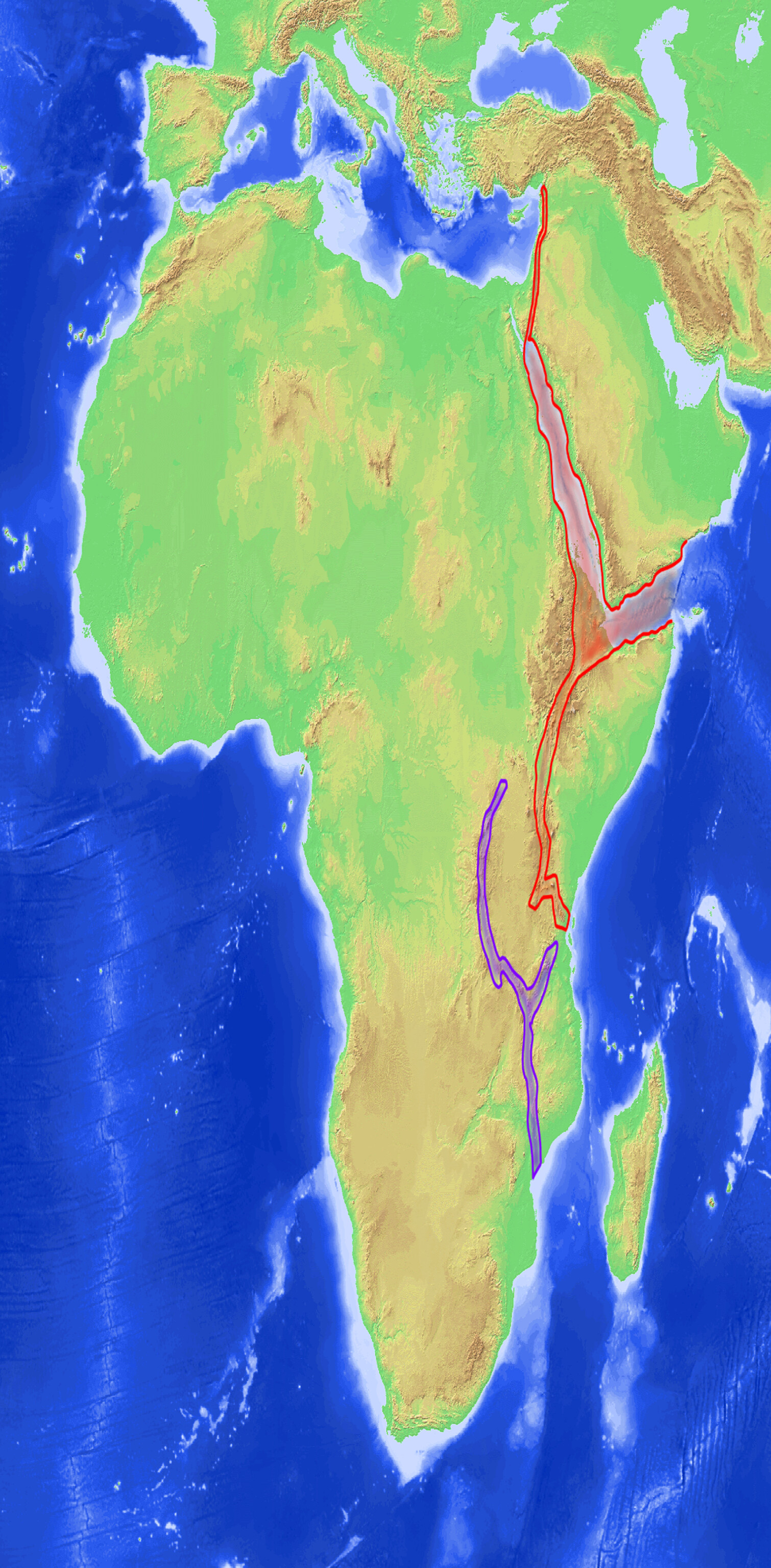
Восточно-Африканская рифтовая система

На континентах ныне активной является система Восточно-Африканских рифтов, где при активном вулканизме происходит раздвижение и утончение континентальной коры и в некоторых местах (Афар) уже формируется океаническая кора. Развитие этой зоны может привести к образованию нового океана. Такие рифты образуются в результате поднятия к поверхности больших участков горячей мантии — плюмов, приподнимающих и растягивающих кору. Для активных рифтов характерен интенсивный вулканизм.

### Авлакогены
Те рифты, которые заканчивают развитие, так и не превратившись в океан, постепенно заполняются осадочными породами, и геологически проявляются как крупные линейные депрессии, заполненные осадками очень большой мощности по сравнению с нормальным осадочным чехлом. Называются они авлакогенами, к ним часто приурочены крупные месторождения солей, угля, нефти и природного газа. Впервые такие структуры были описаны Шатским Н. С. на Восточно-Европейской платформе. Пример типичного авлакогена — девонский Донецкий прогиб, с крупными месторождениями угля.
Термин «авлакогены» предложен Н. С. Шатским для структур несколько иного рода — одиночных эпикратонных миогеосинклиналей типа Донбасса, Келецко-Сандомирского кряжа и складчатой системы Угарта в Сахаре. Однако отнесение им к числу авлакогенов также рифейского Пачелмского прогиба позволило позднейшим исследователям и ученикам, в частности А. А. Богданову, толковать этот термин широко и называть так крупные грабенообразные прогибы фундаментов платформ независимо от того, испытали ли выполняющие их слои складчатость или нет. (Косыгин Ю. А.)

### Байкальская рифтовая система
Примером рифта со сложным строением и историей является Байкальская рифтовая система. До сих пор нет единого мнения о её происхождении. С одной стороны сейчас в этом районе отсутствует вулканизм и есть только активные тектонические движения и землетрясения. Однако относительно недавно в близлежащих мелких рифтовых впадинах действовали активные вулканы, а в Монголии четвертичный вулканизм был развит очень широко.
Общее строение региона позволяет ряду исследователей утверждать, что Байкал представляет собой пассивный рифт, то есть образовался в результате сдвигового движения по огромному разлому, пересекающему Евразию с юго-запада на северо-восток. Байкальская впадина согласно этой теории сформировалась из-за разлома, шедшего под углом к основному разлому. Такой механизм в литературе называется «pull-apart». Этим объясняется ромбическая форма Байкальской впадины, а также тектонические движения при землетрясениях.
Другая теория объясняет образование Байкальской рифтовой системы поднятием под ним горячей мантии — плюма, то есть считает его активным. Эта теория позволяет объяснить вулканизм региона.

## Примеры рифтов
- Восточно-Африканский рифт
- Рифт Красного моря
- Калифорнийский рифт
- Байкальская рифтовая зона
- Верхнерейнский рифт
- Альбертин (рифт)
- Рифтовые озёра